# Маленькая напуганная девочка (Американская история ужасов)
«Маленькая напуганная девочка» (англ. «Spooky Little Girl») — девятый эпизод первого сезона американского телесериала «Американская история ужасов», премьера которого состоялась 30 ноября 2011 года на телеканале FX. Сценарий написал Джон Скотт, а режиссёром стала Дженнифер Солт. Эпизод имеет рейтинг TV-MA (LV).
В этом эпизоде одна знаменитая жертва убийства в доме снова появляется в нём, а Констанс (Джессика Лэнг) узнает о плохом поведении Тейта (Эван Питерс). Приглашенная звезда — Кейт Мара (роль Хейден Макклейн). Таисса Фармига отсутствует в эпизоде.

## Сюжет

### 1947 год
Молодая, начинающая актриса Элизабет Шорт (Мина Сувари) приезжает  в дом на прием к стоматологу Дэвиду Куррану (Джошуа Малина). У неё нет денег, и в качестве платы за лечение она предлагает себя. Доктор соглашается и дает ей усыпляющий газ. Когда он закончил, Элизабет уже была мертва. В панике он скидывает труп в подвал, где его обнаруживает Чарльз Монтгомери (Мэтт Росс), который предлагает свою помощь. Чарльз расчленяет тело девушки. Позже останки находят в поле мать с ребенком.

### 2011 год
Мойра (Александра Брекенридж) снова соблазняет Бена (Дилан Макдермотт), но на этот раз получает отказ. Констанс (Джессика Лэнг), напившись, ругает за бездельничество своего бойфренда Трэвиса (Майкл Грациадей). Он уходит за сигаретами, но по пути встречает Хейден (Кейт Мара), с которой затем в доме он занимается сексом.
Марла (Таня Кларк), сестра Хейден, вместе с детективом (Джеффри Ривас) приходят к Бену, чтобы выяснить местонахождение её сестры. Но на кухне появляется Хейден и успокаивает свою сестру, утверждая, что она живет с Беном, и что всё у неё хорошо. Когда они уходят, Хейден сообщает Бену, что сделала аборт, и тоже уходит.
Затем к нему приходит Элизабет Шорт в качестве пациентки. Бен назначает её сеанс, а на вопрос оплаты, Элизабет предлагает ему себя. Их перебивает телефонный звонок от доктора (Ив Гордон), которая сообщает Бену, что близнецы Вивьен (Конни Бриттон) от разных отцов. Тем временем Констанс в доме разыскивает Вайолет, так как считает, что та вчера ночью развлекалась с её бойфрендом Трэвисом. Но Мойра (Фрэнсис Конрой) уверяет её, что Вайолет любит Тейта (Эван Питерс). Также Мойра намекает ей, что Тейт изнасиловал Вивьен. Констанс находит его в подвале и по его реакции на вопрос про изнасилование понимает, что это правда.
Бен застаёт ласкающих друг друга Элизабет и Мойру на диване. Они просят его присоединиться, но он отказывается, отказывает Элизабет в лечении, а Мойру увольняет и выгоняет. К расстроенной Элизабет приходит Хейден. Элизабет делится с неё о своей мечте - быть знаменитой. Хейден же сообщает, что Элизабет и так прославилась за счет своей смерти и получила прозвище Черный Георгин.
Бен навещает Вивьен в психиатрической клинике. Думая, что она спит, он вымещает на ней свою злобу и недовольство, обвиняя её в измене и лицемерии. Потом от говорит, что не собирается ей помогать, и уходит. Уже дома, в беседке, он вспоминает начало их отношений с Хейден. Сейчас Хейден хочет с ним снова сойтись, но Бен категорично говорит «нет». Тогда, с разбитым сердцем, Хейден говорит ему, что Вивьен заигрывала с Люком (Моррис Честнат).
Констанс просит прощения у Трэвиса и предлагает ему женится на ней, а также забрать ребенка Вивьен. Но Трэвис желает повременить, так как он хочет стать знаменитым. Но Констанс говорит ему правду, что он ничего не добьется. Позже Трэвис вымещает свою злобу в сексе с Хейден. Он собирается снова идти к Констанс, на что Хейден злится и убивает его. Теперь Трэвис тоже призрак. Пришедшие к ним Элизабет и Чарльз предлагают избавиться от тела, а заодно и прославить Трэвиса, подобно Черному Георгину. Хейден просит Ларри (Денис О’Хэр) выкинуть тело, и он оставляет его на баскетбольной площадке.
Констанс навещает Вивьен в больнице. Она обещает помогать с детьми, а Вивьен признается, что её изнасиловали. Бен вызывает Люка поговорить по-мужски, так как давно еще начал подозревать их роман. Но Люк утверждает, что бесплоден, и что не знает хорошо его жену, как и сам Бен. Бен спрашивает у Мойры про изнасилование, она ему отвечает, что он зря отправил её в психушку. Когда она уходит, в глазах Бена Мойра превращается из молодой в старую и говорит ему, что он наконец-то начал прозревать.
Пока Констанс пила чай с Билли Дин, она спросила у неё про ребенка, зачатого призраком и живым человеком. Билли же отвечает, что ребенок станет антихристом, предвестником апокалипсиса.

## Отзывы критиков
Эпизод заработал 89% одобрения на Rotten Tomatoes. При первоначальном вещании на телевидении эпизод посмотрело 2,85 миллиона человек с долей 1,7 в возрастной категории 18-49 лет.